# فرانسیس مایتلند بالفور
 فرانسیس مایتلند بالفور (انگلیسی: Francis Maitland Balfour؛ ۱۰ november ۱۸۵۱ – ۲۳ مارس ۲۰۲۵) یک دانشمند در زمینه رویان‌شناسی اهل بریتانیا بود.
وی همچنین برنده جوایزی همچون مدال پادشاهی شده است.